# Janina Łukasiewicz-Drewniowska
Janina Halina Łukasiewicz-Drewniowska (ur. 18 marca 1950 w Toruniu, zm. 27 grudnia 2012 tamże) – polska historyczka, archiwistka, etnografka, muzealniczka.

## Życiorys
Była jedyną córką Zygmunta Łukasiewicza i Heleny z Wiśniewskich.
Uczyła się w Szkole Podstawowej nr 5 i IV Liceum Ogólnokształcącym w Toruniu. W 1973 skończyła pięcioletnie studia historyczne (specjalność archiwistyka) na Uniwersytecie Mikołaja Kopernika w Toruniu, zaś w 1975 Podyplomowe Studium Etnografii na tej uczelni.
W latach 1973–1975 pracowała w Dziale Oświatowym Muzeum Etnograficznego w Toruniu. Następnie pracowała w Dziale Gospodarki i Rzemiosł, od 1985 nim kierowała. Była autorką scenariuszy i współtwórczynią wielu wystaw czasowych w kraju i za granicą. Współprzygotowała ekspozycję w przymuzealnym Parku Etnograficznym. Współorganizowała muzealne zespołowe wyprawy badawcze na południowe Kaszuby, do Borów Tucholskich, na Kociewie i w Dolinę Dolnej Wisły. W 1991 uzyskała stypendium Ministerstwa Kultury i, przebywając w Finlandii (Helsinki, Oslo, Oulu i Turku), pogłębiała wiedzę z zakresu muzealnictwa oraz architektury i wyposażenia wnętrz skansenów, jak również garncarstwa, kowalstwa i plecionkarstwa.
W Muzeum Etnograficznym w Toruniu stworzyła jedną z najcenniejszych i największych w Polsce kolekcji współczesnego garncarstwa i kowalstwa. Przyczyniła się do pozyskania przez placówkę ponad 15 tys. zabytków kultury materialnej. Opracowała je naukowo.
Napisała kilkanaście tekstów (artykuły, katalogi wystaw) na temat rzemiosła wiejskiego i wnętrz skansenowskich. Publikowała m.in. w „Roczniku Muzeum Etnograficznego w Toruniu”, „Polskiej Sztuce Ludowej” oraz „Acta Scansenologica”.
Współorganizowała ogólnopolskie konkursy z zakresu współczesnego rzemiosła ludowego, czego efektem były wystawy i publikacje. We współpracy z Wojewódzkim Konserwatorem Zabytków w Toruniu opiniowała wnioski dotyczące zabytków wywożonych za granicę. Prowadziła wykłady dla studentów etnografii, była opiekunką praktyk studenckich w muzeum. Brała udział w ogólnopolskich konferencjach skansenowskich. Współpracowała ze stowarzyszeniami branżowymi.
Działała w Komisji Zakładowej NSZZ „Solidarność” przy muzeum: w latach 1980–1981 jako wiceprzewodnicząca, w latach 2003–2006 jako jej członkini. Od 1974 należała do Polskiego Towarzystwa Ludoznawczego. Prowadziła kolportaż wydawnictw PTL, zaś w latach 2002–2006 była członkinią zarządu oddziału toruńskiego PTL. Była członkinią Stowarzyszenia Muzeów na Wolnym Powietrzu w Polsce. Przez 6 lat prowadziła jego biuro.
Otrzymała – jako docenienie pracy zawodowej i społecznej – Brązową Odznakę im. Janka Krasickiego (1968), Odznakę „Zasłużony Działacz Kultury” (1984), Odznakę „Za opiekę nad zabytkami” (1998) i Srebrny Krzyż Zasługi (1999).
Od 2010 jej mężem był Andrzej Drewniowski.
Pochowano ją na cmentarzu Najświętszej Marii Panny w Toruniu.